# Магнітна симетрія
У фізиці твердого тіла магнітні просторові групи, або групи Шубникова, — це групи симетрії, які класифікують симетрії кристала як у просторі, так і за двозначною властивістю, такою як спін електрона. Щоб представити таку властивість, кожна точка решітки забарвлюється в чорний або білий колір, і на додаток до звичайних операцій тривимірної симетрії існує так звана операція «антисиметрії», яка перетворює всі чорні точки решітки на білі, а всі білі точки на чорні. Таким чином, магнітні просторові групи служать розширенням кристалографічних просторових груп, які описують лише просторову симетрію.
Застосування магнітних просторових груп до кристалічних структур мотивується принципом Кюрі. Сумісність із симетріями матеріалу, як описано магнітною просторовою групою, є необхідною умовою для різноманітних властивостей матеріалу, включаючи феромагнетизм, сегнетоелектрику, топологічну ізоляцію.

## Інтернет-ресурси
- MAGNDATA: A collection of magnetic structures with portable cif-type files. University of the Basque Country. Процитовано 22 січня 2020.
- Database of Magnetic Structures Determined by Neutron Diffraction. AGH University of Science and Technology. Процитовано 22 січня 2020.